# Ukraińska Formuła 3
Ukraińska Formuła 3 – cykliczne wyścigi według przepisów Formuły 3, mające na celu wyłonienie najlepszego kierowcy Ukraińskiej SRR.
Mistrzostwa organizowano od 1972 roku, początkowo na białoruskim torze Barawaja wspólnie z Białoruską Formułą 3. Od 1979 roku zawody odbywały się na torze Czajka.
W 2011 roku rozegrano mistrzostwa Formuły 3 Light, które wygrał Ołeksij Warawin.

## Mistrzowie
| Sezon                     | Kierowca            | Zespół                  | Samochód             |
| Ukraińska Formuła 3       | Ukraińska Formuła 3 | Ukraińska Formuła 3     | Ukraińska Formuła 3  |
| ------------------------- | ------------------- | ----------------------- | -------------------- |
| 1972                      | Wiktor Powarow      | Spartak Donieck         | Estonia 16M-Moskwicz |
| 1973                      | Władimir Kapszejew  | Trudowe Rezerwy Charków | K 3000-Łada          |
| 1974                      | Władimir Kapszejew  | Trudowe Rezerwy Charków | K 3000-Łada          |
| 1979                      | Jurij Bambandierow  | Spartak Kijów           | Estonia 18M-Łada     |
| 1980                      | ?                   | ?                       |                      |
| 1981                      | Władimir Kapszejew  | Trudowe Rezerwy Charków | K 2000-Łada          |
| 1983                      | Władimir Kapszejew  | DOSAAF Charków          | Estonia 20-Łada      |
| 1985                      | Wiktor Gasenko      | Sowieckaja Armia Kijów  | Estonia 20-Łada      |
| Ukraińska Formuła 3 Light |                     |                         |                      |
| 2011                      | Ołeksij Warawin     |                         | Estonia 25           |